# Bracon campyloneurus
Bracon campyloneurus är en stekelart som beskrevs av Szepligeti 1914. Bracon campyloneurus ingår i släktet Bracon och familjen bracksteklar. Inga underarter finns listade.